# Udalrico de Augsburgo
Ulrico de Augsburgo (Kyburg, 890 -  Augsburgo, 4 de julio de 973) fue obispo de Augsburgo y figura importante de la Iglesia católica en el inicio del Sacro Imperio Romano Germánico. Fue declarado santo en el año 993, siendo el primero en recibir tal mención mediante un proceso de canonización.
Ulrico nació en 890 probablemente en Kyburg, un poblado cercano a Zúrich, o tal vez en alguna aldea vecina de Augsburgo. Descendiente de suevos y alamanes, estaba relacionado con los duques alamanes. Estudió en el Monasterio de San Galo. Gracias a sus influencias, el 28 de diciembre de 923 fue nombrado obispo de Augsburgo. Falleció en Augsburgo el 4 de julio de 973 y fue canonizado por el papa Juan XV 20 años después.

## Vida

### Primeros años
Gran parte de la información sobre la vida de Ulrico proviene de la Vida de San Ulrico, escrita por Gerardo de Augsburgo, en aproximadamente entre 982 y 993.
Ulrico nació en 890 en Kyburg, actualmente en cantón de Zúrich, en Suiza. Era hijo de Hupald, conde de Dillingen y Dietpirch de Suabia, también conocida como Teoberga.  Su abuelo materno fue Adalberto II el Ilustre, conde de Turgovia. Su familia estaba relacionada con los duques de Alamannia y la dinastía otoniana. Una de sus hermanas sirvió como monja en Buchau.
Como era costumbre, sus padres lo presentaron como oblato a la Iglesia cuando aún era un niño. Siendo un niño enfermizo, a la edad de siete años fue enviado al monasterio de San Gall, donde demostró ser un excelente estudiante. Mientras estaba allí, se hizo amigo de Wiborada, una reclusa que vivía cerca del monasterio, quien luego predijo que su joven amigo estaba destinado a convertirse en obispo. Resolvió entrar en el sacerdocio, pero dudaba si ingresar en la abadía benedictina de San Galo o convertirse en sacerdote secular. Poco antes de abril de 910, fue enviado para continuar su formación con un pariente, Adalbero von Augsburg, obispo de Augsburgo, quien lo nombró chambelán . Tras la muerte de Adalbero el 28 de abril de 910, Ulrico regresó a casa. El duque de Suabia lo presentó en la corte de Enrique el Pajarero, donde Ulrico se convirtió en uno de los sirvientes de la casa.

### Obispo de Augsburgo
Por influencia de su tío materno, Burcardo II, duque de Suabia, y otros parientes, Ulrico fue nombrado obispo de Augsburgo por Enrique el Pajarero y fue consagrado el 28 de diciembre de 923. Intentó mejorar la baja condición moral y social del clero. La sede de Augsburgo alcanzó el período de su mayor esplendor bajo Ulrico; él elevó el nivel de formación y disciplina entre el clero mediante la reforma de las escuelas existentes y el establecimiento de otras nuevas, y mediante visitas canónicas y sínodos; proveyó a los pobres y reconstruyó iglesias y monasterios deteriorados. Construyó iglesias en honor a Santa Afra y San Juan y fundó el monasterio de San Esteban para monjas benedictinas. Con el fin de obtener reliquias realizó dos viajes a Roma, en el año 910 y en el 952 o 953. El emperador alemán Otón el Grande concedió a Ulrico el derecho a acuñar monedas.
Durante la lucha entre Otón y su hijo Liudolfo, duque de Suabia, Ulrico permaneció leal a Otón, conservando para él el castillo de Schwabmünchen, que estaba dentro de la jurisdicción territorial del obispo de Augsburgo. Cuando en el verano de 954 padre e hijo estaban dispuestos a atacarse mutuamente en Illertissen en Suabia, en el último momento Ulrico y el obispo Hartberto de Coira pudieron mediar entre Otón y Liudolfo. Ulrico logró persuadir a Liudolfo y a Conrado, duque de Lorena, yerno de Otón, para que pidieran el perdón del rey el 17 de diciembre de 954.

### Contra los magiares

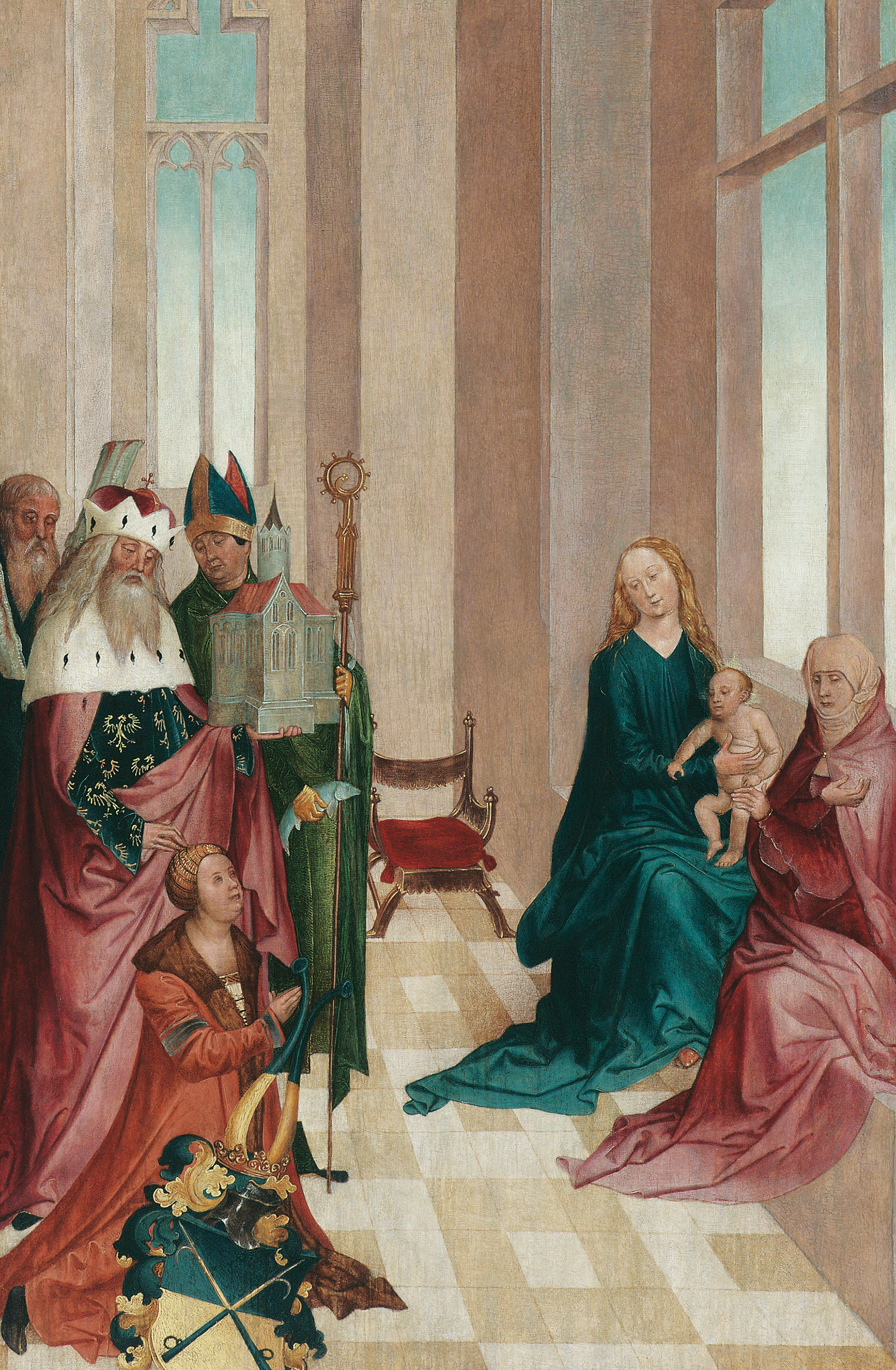
Placa votiva que representa a la Virgen y el Niño con Santa Ana y San Leopoldo, Uldarico y Andrés, de Rueland Frueauf el Joven

Los magiares atacaron repetidamente en los territorios de Baviera y Suabia. Ulrico sirvió como general en la defensa de Augsburgo. Construyó una muralla de piedra alrededor de la ciudad. Durante estos ataques fueron destruidos muchas iglesias y edificios, que Ulrico posteriormente reconstruyó. Ulrico asistió a varias reuniones imperiales y sínodos, como en Ingelheim en 948, Augsburgo en 952, Roma en 972 y nuevamente en Ingelheim en 972.
Poco después, los magiares entraron en Alemania, saqueando e incendiando a su paso, y en 955 avanzaron hasta Augsburgo, que sitiaron. Fue gracias a la habilidad y al coraje de Ulrico que Augsburgo pudo resistir a los sitiadores hasta la llegada del emperador Otón. Según su biógrafo Gerhard, el obispo Ulrico tomó la iniciativa en la defensa de la ciudad. El primer día del ataque, el obispo Ulrico salió a caballo para animar a los soldados de la ciudad en su defensa de la puerta de la ciudad. Mientras se desarrollaba la batalla, el obispo, vestido con sus ropas eclesiásticas, inspiró a sus hombres con el Salmo 23 ("Aunque ande en valle de sombra de muerte"). Mientras se desarrollaba esta defensa, el Rey estaba reuniendo un ejército para marchar hacia el sur.  El combate más encarnizado tuvo lugar probablemente el 8 de agosto de 955 en la puerta oriental, que los húngaros intentaron tomar por asalto en gran número. Los hombres del obispo defendieron valientemente la puerta y mataron al líder del ataque, obligando a los húngaros a retirarse. Esa tarde Ulrico regresó a la ciudad para dirigir durante toda la noche la reparación y el fortalecimiento de sus murallas.  Al día siguiente, los húngaros lanzaron un ataque general más amplio. Durante la batalla llegó Berchtold de Risinesburg, lo que anunció la aproximación del ejército alemán. Al final del día, el asedio fue suspendido.  La capacidad de Ulrico para resistir durante el asedio le dio un tiempo precioso al emperador. 
Ulrico contribuyó posteriormente en gran medida a la victoria decisiva en la batalla de Lechfeld, donde los invasores fueron finalmente derrotados.  Sin embargo, Ulrich Schmid sostiene que «la afirmación posterior de que el propio Ulrico participó en la batalla es incorrecta». 

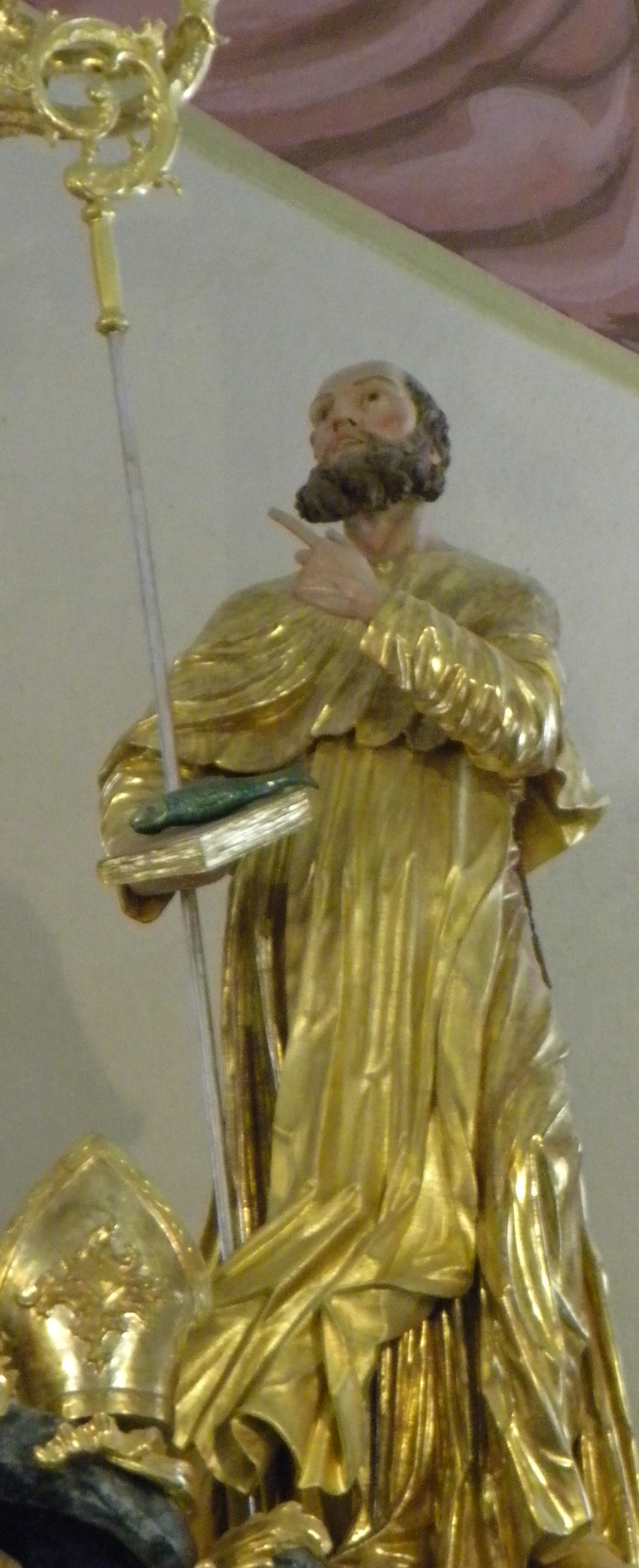
Estatua de San Uldarico en una iglesia de Gora Oljka, pueblo de Eslovenia.

### Su personaje
Ulrico exigía un alto nivel moral de sí mismo y de los demás. Cien años después de su muerte, apareció de repente una carta aparentemente escrita por él, en la que se oponía al celibato y apoyaba el matrimonio de los sacerdotes. El falsificador de la carta contaba con la opinión del pueblo llano, que consideraría injusto el celibato si Ulrico, conocido por la rigidez de su moral, defendía el matrimonio de los sacerdotes.  Ulrico también fue firmemente leal, como príncipe del imperio, al emperador. Fue uno de los pilares más importantes de la política otoniana, que se apoyaba principalmente en los príncipes eclesiásticos. Asistió constantemente a los tribunales judiciales celebrados por el rey y a las dietas Imperiales.

### Vida posterior

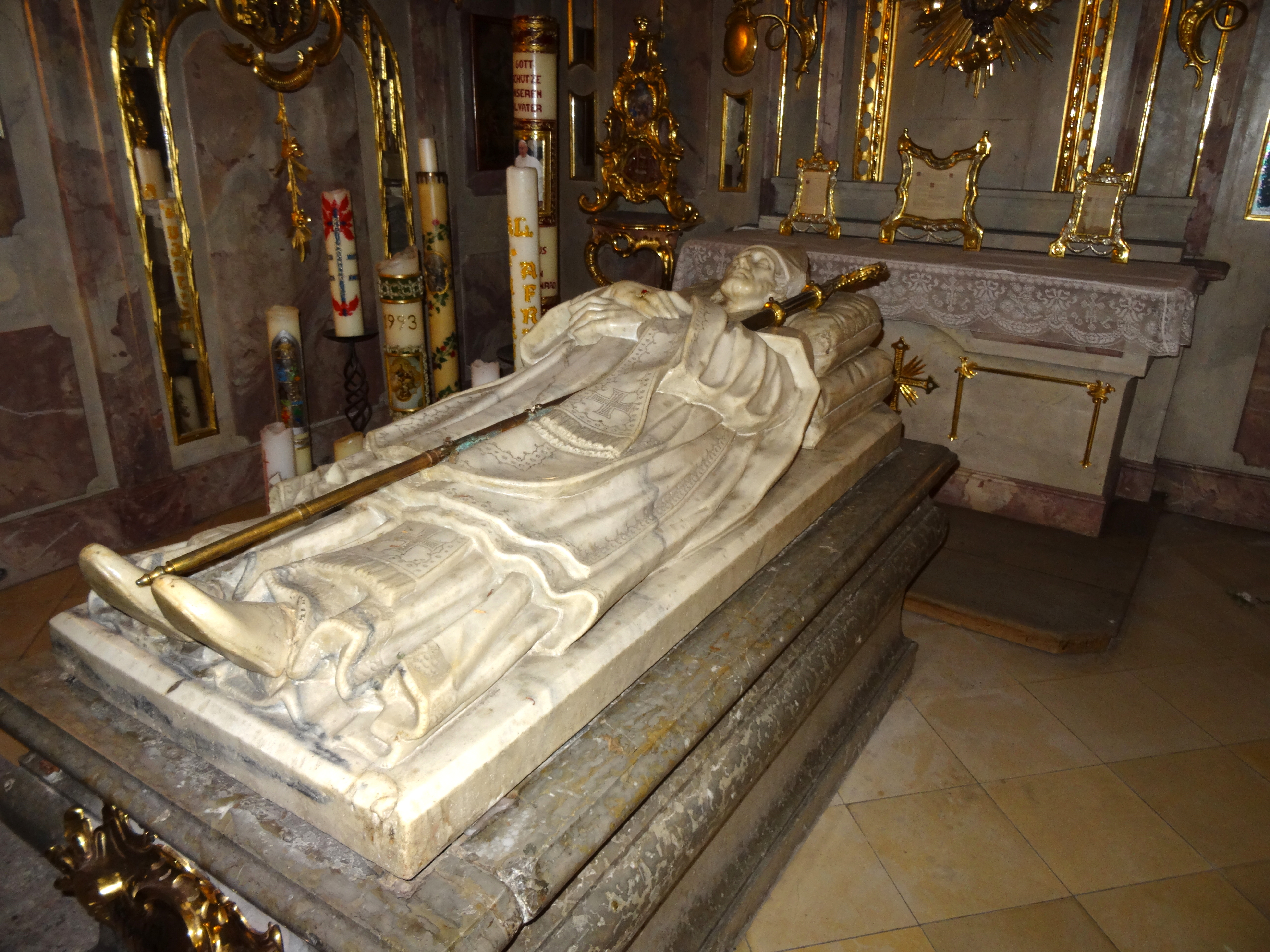
Posible tumba del santo.

Ulrico tomó parte en la dieta celebrada el 20 de septiembre de 972, donde se defendió de la acusación de nepotismo respecto a su sobrino Adalberón, a quien había nombrado coadjutor debido a su propia enfermedad y deseo de retirarse a una abadía benedictina.  De hecho, Uldarico dimitió como príncipe-obispo y se retiró a la abadía de Ottobeuren, donde se convirtió en abad.
Al amanecer del 4 de julio de 973, Ulrico hizo esparcir cenizas en el suelo en forma de cruz; la cruz fue rociada con agua bendita y él fue colocado sobre ella. Su sobrino Richwin llegó con un mensaje y un saludo del emperador Otón II cuando salía el sol, e inmediatamente después, mientras el clero cantaba las letanías, Ulrico falleció. Fue enterrado en la iglesia de Santa Afra, que él mismo había reconstruido en Augsburgo; el entierro fue realizado por el obispo Wolfgang de Ratisbona . Más tarde en el mismo lugar se construyó la iglesia de San Ulrico y Afra. Fue sucedido por el obispo Enrique I. 

## Veneración

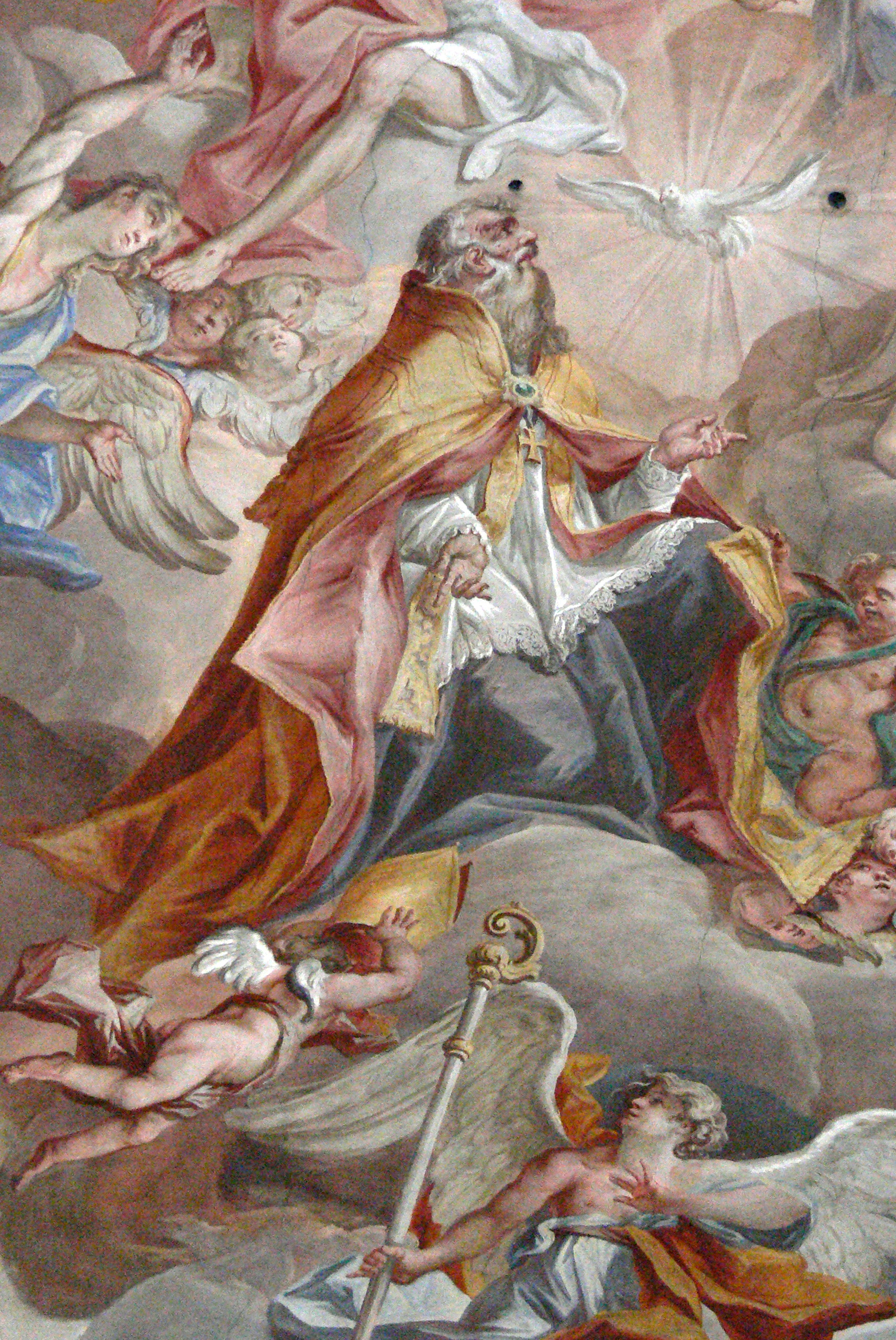
Detalle de la Gloria de San Ulrico de Augsburgo, fresco barroco de Simon Benedikt Faistenberger, 1749

Cuando Ulrico era demasiado viejo y débil para celebrar misa, se dice que los ángeles acudieron a él para ayudarlo. Se dice que los lugares que llevan su nombre albergan propiedades curativas. Como testimonio de su culto temprano, existe una miniatura del siglo X en un manuscrito que hoy se conserva en la biblioteca de Einsiedeln. Otras miniaturas se encuentran en la Biblioteca Estatal de Baviera, en manuscritos que datan del año 1454.
Se dice que en su tumba se obraron muchos milagros; sólo 20 años después de su muerte, Ulrico fue canonizado por el Papa Juan XV el 4 de julio de 993. Fue el primer santo canonizado por un Papa, en lugar de por una autoridad local. Gualterio de Pontoise fue el último santo de Europa Occidental canonizado por una autoridad distinta del Papa; fue canonizado por Hugo de Amiens, arzobispo de Rouen, en 1153.  

### Patronazgo
Junto con Afra y Simpert, Ulrico es el santo patrón de Augsburgo. La leyenda sostenía que las mujeres embarazadas que bebían de su cáliz tenían partos fáciles, y de ahí surgió su patrocinio de las mujeres embarazadas y los partos fáciles. El toque de su cruz pastoral fue utilizado para curar a personas mordidas por perros rabiosos.
La veneración de Ulrico fue llevada al hemisferio occidental por los pioneros campesinos católicos alemanes a quienes Francis Xavier Pierz persuadió a establecerse en el centro de Minnesota después del Tratado de Traverse des Sioux en 1851. Junto con Magnus de Füssen, la intercesión de Ulrico fue acreditada con la derrota de la plaga de langostas de las Montañas Rocosass de 1856-1857, y ambos santos continuaron siendo venerados después en el condado de Stearns, Minnesota, y sus alrededores, con peregrinaciones y procesiones religiosas. 

## Galería
|                                                        |
| San Ulrico en el Cielo, iglesia parroquial de Urtijëi. |

|                                              |
| La glorificación de San Ulrico y San Martín. |

|                                                                       |
| San Ulrico de Augsburgo en la batalla, iglesia parroquial de Urtijëi. |

|                                                   |
| Santos Ulrico de Augsburgo, Santa Afra y Simpert. |

|                                             |
| Milagro de San Ulrico de Szymon Czechowicz. |

|                                   |
| San Ulrico y San Wolfgang , 1510. |

| |
| La batalla de Lechfeld, fresco del techo de Balthasar Riepp , 1744, en la iglesia parroquial de Seeg. |